# Francisco Javier Mier y Campillo
Francisco Javier Mier y Campillo (Alles, Astúries, 18 de febrer de 1748- Madrid, 12 de maig de 1818) va ser un religiós asturià, va ser el primer i penúltim inquisidor general després de la primera abolició del tribunal el 1813.
Natural d'Alles, va ser fill de José Antonio Mier y Mier i Josefa del Campillo y Cossío. Va estudiar a la Universitat de Valladolid, on va graduar-se de batxiller en Filosofia i Teologia. El grau de llicenciat i doctor en Teologia va assolir-lo a la Universitat d'Àvila. D'acord amb la documentació, va ser professor i membre del claustre de la Universitat de Valladolid.
El 1773 va ser ordenat clergue de primera tonsura i més endavant va esdevenir prevere. Va opositar a diverses prebendes eclesiàstiques i va obtenir la canongia magistral de la catedral de Valladolid. Després, va passar a ocupar el càrrec de canonge tresorer de la Catedral de Santiago de Compostel·la. Més tard va ser ardiaca de Calatrava, una dignitat de la catedral de Toledo, i canonge a la catedral de Sevilla. El 24 de maig de 1802 va ser nomenat bisbe d'Almeria per Pius VII, proposat per Carles IV. Durant l'exercici del càrrec diocesà va ser elegit diputat a Corts el 1813, ocupant el seu escó a Madrid, el 15 de gener de 1814, si bé Mier va ser un dels signants del Manifest dels Perses, amb simpaties a l'absolutisme.
El 22 de juliol de 1814, Ferran VII el va nomenar inquisidor general després del restabliment de la Inquisició, abolida a les Corts de Cadis, després del retorn de l'absolutisme a Espanya. Traslladat a Madrid, va ser inquisidor general pràcticament fins a la seva mort. Finalment va renunciar al càrrec perquè es trobava malalt i va succeir-lo Jerónimo Castillón. Va morir a la Casa de la Inquisició de Madrid, el 12 de maig de 1818. Va ser enterrat al convent de Sant Domènec de Madrid.